# Brunswick (condado de Cumberland)
Brunswick es un lugar designado por el censo ubicado en el condado de Cumberland en el estado estadounidense de Maine. En el Censo de 2010 tenía una población de 15.175 habitantes y una densidad poblacional de 364,8 personas por km².

## Geografía
Brunswick se encuentra ubicado en las coordenadas 43°53′9″N 69°59′11″O / 43.88583, -69.98639. Según la Oficina del Censo de los Estados Unidos, Brunswick tiene una superficie total de 41.6 km², de la cual 37.58 km² corresponden a tierra firme y (9.66%) 4.02 km² es agua.

## Demografía
Según el censo de 2010, había 15.175 personas residiendo en Brunswick. La densidad de población era de 364,8 hab./km². De los 15.175 habitantes, Brunswick estaba compuesto por el 92.86% blancos, el 1.5% eran afroamericanos, el 0.27% eran amerindios, el 2.45% eran asiáticos, el 0.03% eran isleños del Pacífico, el 0.54% eran de otras razas y el 2.36% pertenecían a dos o más razas. Del total de la población el 2.79% eran hispanos o latinos de cualquier raza.